# 西藏高原鳅
西藏高原鳅（学名：Triplophysa tibetana）为輻鰭魚綱鯉形目條鳅科高原鳅属的鱼类，俗名西藏条鳅。分布于克什米尔地区的印度河上游以及西藏的雅鲁藏布江水系、狮泉河、玛旁雍错、莫特里湖、朋曲河等地，體長可達13.3公分。该物种的模式产地在拉萨。

## 扩展阅读
維基物種上的相關：西藏高原鳅